# High Raise (Langdale)
Der High Raise ist ein Berg im Lake District, Cumbria, England. Mit einer Höhe von 762 m ist er der höchste Berg der Central Fells gemäß der Einteilung der Wainwrights. Mit einer Schartenhöhe von 283 m wird er als ein Marilyn klassifiziert. Auf dem Gipfel befindet sich ein trigonometrischer Punkt.
Östlich des High Raise liegt der Pass der Dunmail Raise, zu dem der Gipfel über die Hänge des Grasmere Commons abfällt. In den Hängen des Grasmere Commons liegen der Codale Tarn und der Easedale Tarn östlich des Gipfels. Durch einen Einschnitt, in dem der Langstrath Beck fließt, ist der High Raise im Westen vom Glaramara getrennt. Nach Süden setzt sich der Gipfelgrat über den Thunacar Knott zu den Langdale Pikes fort.
Der Far Easedale Gill und der Wyth Burn entstehen an der Ostseite des High Raise.